# Maud-Éva Copy
Maud-Éva Copy (født 6. november 1992 i Brest, Frankrig) er en fransk håndboldspiller der spiller for Brest Bretagne Handball.